# Archipel de Göteborg

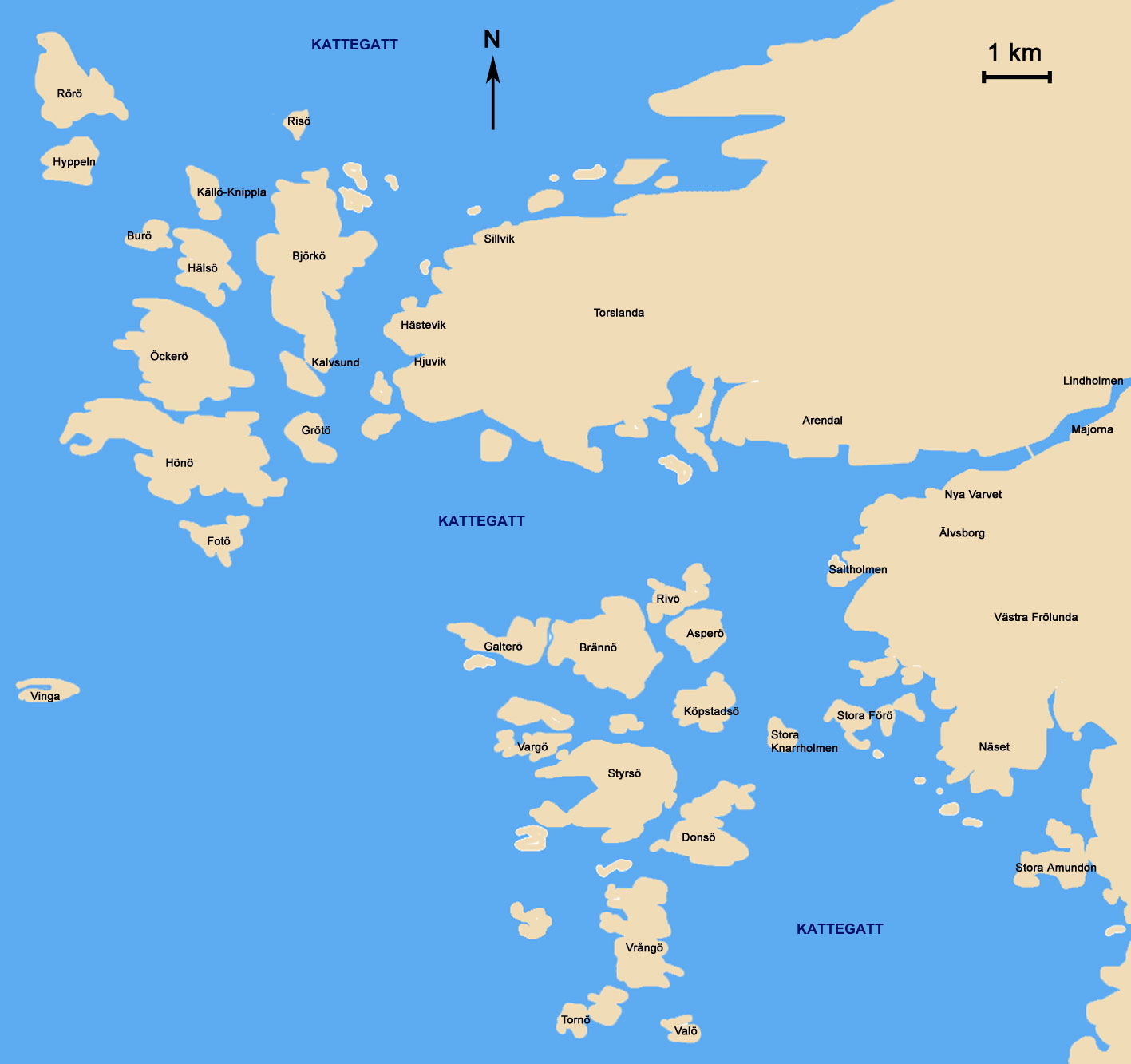
L'archipel nord de Göteborg et l'archipel sud de Göteborg

Par l'archipel de Göteborg (en suédois Göteborgs skärgård) on entend en général la totalité des îles de la commune d'Öckerö (aussi appelée l'archipel nord de Göteborg) ainsi que la totalité des îles d'un des districts de Göteborg, le district de Styrsö (aussi appelé l'archipel sud de Göteborg). La totalité de l'archipel baigne le Cattégat.
Öckerö fait partie de la province historique de Bohuslän, qui ne devint suédoise qu'en 1658, alors que Styrsö appartient à la province historique de Västergötland. Au nord d'Öckerö les archipels de Bohuslän se succèdent tout le long de la côte ouest suédoise jusqu'à la frontière norvégienne. Au sud de Styrsö, par contre, la côte suédoise change de caractère pour devenir libre d'archipels.
Comme tous les archipels côtiers du Bohuslän, celui de Göteborg se caractérise par ses îles rocheuses souvent nues (hormis les endroits protégés des vents dominants d'ouest), en contraste avec les archipels de la côte baltique, davantage végétalisés (comme le célèbre archipel de Stockholm).
Entre l'archipel nord et l'archipel sud se trouve l'île de Vinga sur lequel se dresse un des phares les plus connus de Suède. Le célèbre chanteur Evert Taube a passé toute son enfance sur cette île.
L'archipel nord est relié à Göteborg par des ferrys partant de Hjuvik sur l'île de Hisingen. L'archipel sud est accessible par bateau depuis Saltholmen, terminus de la ligne 11 du tramway de Göteborg. 
| Îles principales de l'archipel nord de Göteborg : - Björkö - Fotö - Grötö - Hälsö - Hönö - Hyppeln - Kalvsund - Källö-Knippla - Öckerö - Rörö | Îles principales de l'archipel sud de Göteborg : - Asperö - Brännö - Donsö - Köpstadsö - Styrsö - Vargö - Vrångö |